# Horst Schauß
Horst Schauß (* 6. November 1945 in Saarlouis) ist ein ehemaliger deutscher Fußballspieler. Der Mittelfeldspieler wird in den damals zweitklassigen Fußball-Regionalligen Südwest und West von 1964 bis 1974 mit insgesamt 213 Ligaspielen und 31 Toren geführt. Von 1974 bis 1981 kamen in der 2. Fußball-Bundesliga noch weitere 198 Ligaspiele mit 28 Toren hin zu. 

## Karriere
Aus der Jugend des SSV 1920 Schmelz, dem Spiel- und Sportverein aus dem gleichnamigen Ort im Landkreis Saarlouis hervorgegangen, spielte Schauß vom 19. bis 22. Lebensjahr beim 1. FC Saarbrücken in der Regionalliga Südwest und errang nach Abschluss seiner ersten Saison, 1964/65, den ersten Titel. 1967 wechselte er zum Bundesligisten FC Bayern München und absolvierte für diesen am 13. September (5. Spieltag) beim 3:0-Heimsieg über den Karlsruher SC auch sein erstes Spiel. Sein erstes Tor – bereits in seinem zweiten Bundesligaspiel – erzielte er am 16. September (6. Spieltag) beim 1:1-Unentschieden im Auswärtsspiel gegen Borussia Neunkirchen mit dem Treffer zum Endstand in der 76. Minute. Nach sechs Liga- und drei Europapokalspielen, am 20. September gegen Panathinaikos Athen (5:0), am 31. Oktober gegen RSC Anderlecht (2:4) und am 14. November bei Vitória Setúbal (1:1), kehrte Schauß nach Saarbrücken zurück.
1970 wechselte er zunächst in die Regionalliga West zum Bundesliga-Absteiger Alemannia Aachen und zwei Jahre später zurück in die Regionalliga Südwest zum FK Pirmasens. Dort blieb er nur ein Jahr und schloss sich 1973 schließlich dem Ligakonkurrenten Borussia Neunkirchen an, mit dem er zum Saisonende, als Meister der Regionalliga Südwest, den Aufstieg in die 2. Bundesliga Süd schaffte und in der er sechs Tore in 36 von 38 Spielen erzielte.
Nach erneutem Wechsel innerhalb der Spielklasse, war er zwei Jahre für den SV Röchling Völklingen und vier Jahre für den VfR Bürstadt aktiv. Sein letztes Ligaspiel bestritt er am 30. Mai 1981 (38. Spieltag) beim 1:0-Sieg im Auswärtsspiel gegen die SpVgg Fürth. Schauß bestritt 198 Zweitligaspiele und erzielte 28 Tore.

## Erfolge
- Meister der Regionalliga Südwest 1965
- Meister der Regionalliga Südwest 1974